# Андрасти
Андрасти (лат. Andraste) је према Луцијусу Клаудијусу Касијусу (лат. Lucius Claudius Cassius) била келтска богиња рата, поштована у Британији. Друга имена за ову богињу су Андраста и Андред.

## Паралеле
Сматра се да је повезана са Андартом, те да је могуће да је друго име за Андрасти било Андата.
Њена пандан у ирском пантеону би могла бити Мориган.
Ван келтског пантеона њене паралеле су Викторија, Нике и Белона. 

## Легенде
Андрасти је била заштитница Ицена. Повезује се са победом, гавраном и биткама.
Луције Клаудије Касијус бележи да је Будика призвала Андрасти током битке са Римљанима 61. године. Он наводи Боудикине речи:
"Захваљујем се теби, Андрасти, и призивам те говорећи као жена жени (...) они којима владам су Брити, људи који не умеју да обрађују земљу, ни да се баве трговином, али који су савладали вештину ратовања и држе се заједно, чак жене и деца, тако да касније поседују исту храброст као одрасли људи. Стога ти се, као краљица таквих мушкараца и жена обраћам и молим за победу, очување живота и слободу у борби против људи безочних, неправедних, похлепних, безбожних":
Роберт Грејвс у својој књизи „Бела богиња“ износи претпоставку да је Будика пустила зеца у нади да ће га супарничка војска убити, јер је у Британији дуго било заступљено веровање да не ваља убити зеца, будући да то доноси кукавичлук.

## Неопаганизам
Многи неопагански извори износе да се Андрасти приноси на жртву зец.
Међутим, за ово не постоје никакви извори и највероватније је у питању погрешно тумачење или извлачење из контекста Касијусовог записа где стоји:
"Кренимо стога у напад (на Римљане) верујући храбро доброј срећи. Покажимо им да су они зечеви и лисице који би да владају над псима и вуцима." Када је завршила говор, упослила је пророчке врсте, пуштајући зеца да побегне из набора њене хаљине; и будући да је одјурио у правцу који су сматрали повољним, маса је заурлала са одобравањем и Будика је, дижући главу према небесима, рекла: „Захваљујем се теби Андрасти, и призивам те говорећи као жена жени...":